# Ribeira das Barreiras
A Ribeira das Barreiras é um curso de água português localizado na ilha de São Miguel, arquipélago dos Açores.
Este curso de água, drena uma área geográfica vasta cujo ponto mais elevado se encontra a cerca de 700 metros de altitude em plena Serra de Água de Pau.
Drena, assim, parte da Serra de Água de Pau conjuntamente com a Ribeira da Praia, a Ribeira das Três Voltas e a Grota das Pedras.
Este curso de água desagua no Oceano Atlântico, na costa Sul da ilha entre as localidades de Água de Alto e da Ribeira Chã.